# Stare Iganie
Stare Iganie – wieś w Polsce położona w województwie mazowieckim, w powiecie siedleckim, w gminie Siedlce. Ma statut sołectwa.
Miejscowość leży 7 km od centrum Siedlec, przy drodze powiatowej Żelków-Kolonia – Nowe Iganie, nad Muchawką.
Wierni Kościoła rzymskokatolickiego należą do parafii błogosławionych Męczenników Podlaskich w Siedlcach.
Wieś wzmiankowana w XVI wieku (jako Igany). 10 kwietnia 1831 w okolicy rozegrała się bitwa pod Iganiami, zakończona zwycięstwem wojsk polskich. Bitwę upamiętnia pomnik wzniesiony w 1931.
W latach 1975–1998 miejscowość administracyjnie należała do województwa siedleckiego.